# Казаков, Валерий Николаевич (писатель)
Валерий Николаевич Казаков (род. 2 января 1955, Русский Турек, Кировская область) — член Союза писателей России с 1994 года, лауреат Всероссийского конкурса короткого рассказа им. В. М. Шукшина «Светлые души» (2013), лауреат Южно-Уральской литературной премии (2016).

## Биография
Родился в 1955 году в селе Русский Турек Кировской области. После окончания школы служил в армии, работал на заводе в Ленинграде, где в свободное время посещал «Литературные пятницы» при молодёжной газете «Смена». Постигал азы академической живописи в изостудии при Дворце культуры работников связи. После возвращения на родину работал художником оформителем в Уржуме. В 1981 году окончил Суводский лесной техникум. Какое-то время работал мастером цеха ширпотреба в Октябрьском лесничестве, экономистом на хлебоприёмном предприятии села Русский Турек. Трудился кочегаром в Русскотурекской средней школе. Был лесником Уржумского лесничества, мастером лесозаготовительных работ.
После выхода первой книги прозы Валерия Казакова «Аборигены из Пентюхино», которая увидела свет в 1992 году, он стал участником Московского совещания молодых писателей России; по итогам этого совещания в 1994 году он был принят в Союз писателей России.
Публиковался в газетах «Комсомольское племя», «Сельская жизнь», «Вятский край», в коллективных сборниках и журналах «Литературная Россия», «Наш современник», «Русская провинция», «Бежин луг» (Москва), «Нижний Новгород» (Нижний Новгород), «Русское эхо» (Самара), «Подъём» (Воронеж), «Волга XXI век» (Саратов), «Южная звезда» (Ставрополь), «Алтай» (Барнаул), «Эмигрантская лира».
Вышли его книги: «Одна» (роман и рассказы), «Другая жизнь» (сборник рассказов), «Тень улетающей птицы» (роман), сборник рассказов «Дисгармония», сборник повестей и рассказов «Половодье», роман-эссе «Город в лесу» и другие.

## Избранные публикации
книги
- Аборигены из Пентюхино: Сборник рассказов. — 1992.
- Одна: Роман. — 2000.
- Другая жизнь: Сборник рассказов. — 2002.
- Тень улетающей птицы: Роман. — 2005.
- Дисгармония: Сборник рассказов. — 2005.
- Половодье: Сборник повестей и рассказов. — 2015.
- Линия листопада: Сборник стихов. — 2016.
- Кармен из Козловки: Повесть. — 2016.
- Время Любви: Повесть. — 2017.
- Город в лесу: Роман-эссе. — 2021

рассказы
- Признательность // Литературная Россия: газета. — 1994. — № 10.
- Привычный человек // Бежин луг: журнал. — 1994. — № 5.
- Горе — дитятко // Русское эхо: журнал. — 1995. — № 1.
- Маша // Русская провинция: журнал. — 1995. — № 3.
- Карусель // Наш современник: журнал. — 1997. — № 10.
- Светлые души: сборник рассказов. — 2013. — (проза лауреатов и участников Всероссийского литературного конкурса имени В. М. Шукшина).
- Красная Стрекоза // Подъём: журнал. — 2014. — № 7.
- Скрипач: рассказы // Вятская литература: журнал. — 2015. — № 1.
- Воспоминание // Волга XXI век: журнал. — 2015 — № 5-6.
- Пентюхинские рассказы // Русское эхо: журнал. — 2015. — № 9.
- Вятский Левша // Подъём: журнал. — 2016 — № 5.
- Старушки — подружки: рассказы // Волга XXI век: журнал. — 2016. — № 3-4.
- Уроки жизни // Волга XXI век: журнал. — 2016. — № 11-12.
- Старший брат; Леха и бабушка // Южная звезда: журнал. — 2016. — № 1.
- Изморось // Литера: журнал. — 2017. — № 3.
- [рассказы] // Южная звезда: журнал. — 2018. — № 2.
- Будка: рассказы // Эмигрантская лира: журнал. — 2018. — № 4.
- Красавица и таксист: рассказы // Подъем: журнал. — 2019. — № 1.
- Бухгалтер: рассказы // Алтай: журнал. — 2019. — № 2.
- Саша: повесть // Литера: журнал. — 2021. — № 2.
- Горе: рассказы // Южная звезда: журнал. — 2022. — № 1.
- В молодости: рассказы // Волга XXI век: журнал. — 2024. — № 6.

статьи
- Взгляд сострадающий // Литературная Россия: газета. — 1995. — № 10.
- Между белой горячкой и здравым смыслом // Литературная Россия: газета. — 2000. — № 6.
- В тисках демократии // Литературная Россия: газета. — 2002. — № 15.
- Крестьянская Атлантида // Литературная Россия: газета. — 2011. — № 25.

дискография
- Тень улетающей птицы: романы, рассказы // Издательский проект «Живой голос» (Аудиокнига формат МPЗ).

## Премии и награды
- Почётный доктор «Гермес — академии» в конкурсе «Ваши идеи нужны России» (1994)
- Премия им. Н. А. Заболоцкого (1995)
- Премия им. Аркадия Филева (2002)
- Премия им. В. М. Шукшина «Светлые души» (2014)
- Премия «За возрождение Урала» (2016) — в номинации современная проза
- Лауреат областного конкурса «Вятская книга года» (2017)
- Шорт-лист литературной Премии им. И. Бабеля (2017).
- Диплом победителя конкурса «Поэтический атлас России» в категории «Карта России»  (2021)
- Дипломант международного поэтического конкурса «Азимут Зимы» (2024)